# Eagle Band
Die Eagle Band (auch Eagle Brass Band) war eine Band aus der Frühzeit des New Orleans Jazz. Sie entstand 1907, als der Posaunist Frankie Dusen die Band des dementen Buddy Bolden übernommen hatte. Den Namen hatte sie vom Eagle Saloon an der Ecke Perdido und South Rampart Street in der Back O´Town Gegend von  New Orleans, in der Buddy Bolden und die Band spielten. Außerdem spielte sie im Vergnügungspark Lincoln Park. Dusen leitete zuvor schon praktisch die Band (wenn auch nicht offiziell) und feuerte den unzuverlässigen und vergesslichen, als gewalttätig geltenden Buddy Bolden, nachdem dieser bei einem Auftritt außerhalb in Mobile (Alabama) nicht erschienen war, der letzte Anstoß nach einer langen Reihe von missliebigen Vorfällen.

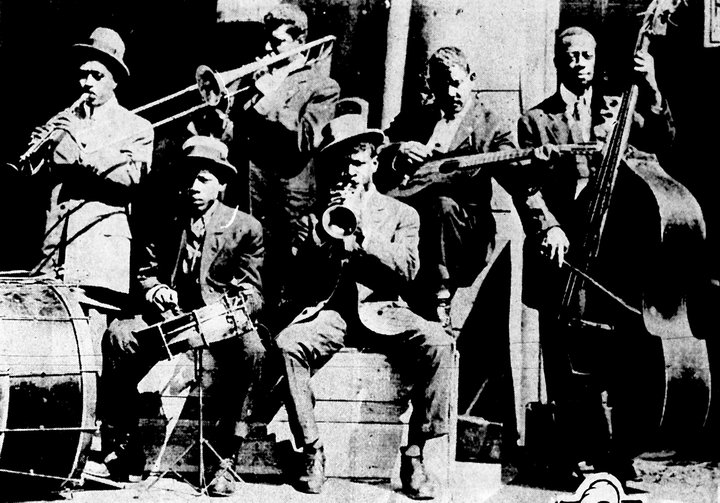
Eagle Band 1916, von links Big Eye Nelson, Chinee Foster, Frankie Dusen, Buddy Petit, Lorenzo Staulz, Dandy Lewis

Die Band bestand bis 1917, als Dusen mit einigen anderen Mitgliedern nach Los Angeles fuhr, um mit Jelly Roll Morton zu spielen. Sie trennten sich aber bald darauf im Streit von Morton, und Dusen gründete dann eine andere Band. Die Eagle Band war zwischen 1907 und 1917 in New Orleans sehr populär. Ihr Repertoire und Stil blieb dem ihrer Zeit unter Buddy Bolden verhaftet, der so auch nach seinem Rückzug 1907 noch jüngeren Musikern präsent blieb, und sie waren nach Sidney Bechet in New Orleans einzigartig im langsamen Spiel des Blues. Die Band nahm niemals auf.
Viele später berühmte Jazzmusiker spielten zeitweise in der Eagle Band, darunter:
- die Trompeter Buddy Petit, Bunk Johnson, Peter Bocage, Freddie Keppard, King Oliver, Tig Chambers, Edward Clem, Joe Johnson, Frank Keelin, John Penerton, Wild Ned
- die Klarinettisten  Sidney Bechet, Johnny Dodds, Frank Lewis, Big Eye Louis Nelson, Willie Parker, Lorenzo Tio junior
- die Posaunisten Frankie Dusen, Jack Carey
- die Bassisten  Pops Foster, Dandy Lewis, Ed Garland, Bill Johnson, Bob Lyons
- an der Gitarre Peter Bocage, Lorenzo Staulz (der auch sang), Cliff Jones, Brock Mumford, Richard Payne
- die Schlagzeuger Baby Dodds, Walter Brundy, Chinee Foster, Tubby Hall, Henry Zeno

Den Star-Trompeter Bolden ersetzte anfangs Tig Chambers, ab 1910 Bunk Johnson und ab 1914 Buddy Petit.

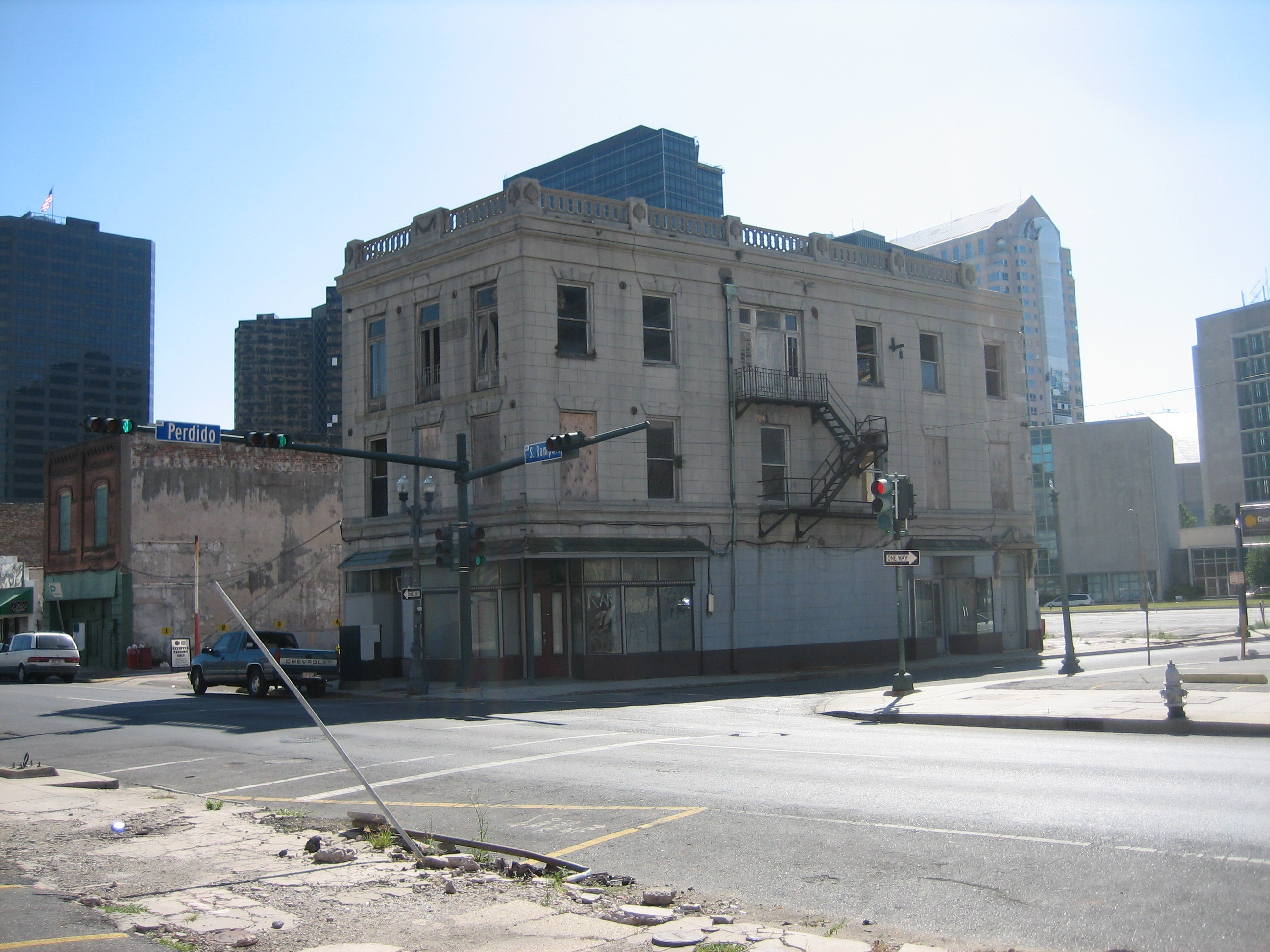
Gebäude, in dem früher der Eagle Saloon war (New Orleans, 2006)

Die Besetzung der Band bestand in der Regel aus sechs Musikern, 1916 zum Beispiel Frankie Dusen Posaune, Buddy Petit Trompete, Big Eye Nelson Klarinette, Chinee Foster Schlagzeug, Lorenzo Staulz Gitarre, Dandy Lewis Kontrabass. Sie spielten auf Tanzveranstaltungen und als Marching Band.
Es gab bereits zuvor eine Eagle Band in New Orleans in den 1890er Jahren, die aber nichts mit der von Dusen zu tun hat.